# 蔣係
蔣係（?—?），唐朝常州义兴人，蒋乂的长子，蔣伸、蔣偕、蒋仙、蒋佶的哥哥。蒋仙、蒋佶都官至刺史。
蔣係善写文章，大和初年，授昭应县尉，直史馆。大和二年（828年），拜右拾遗、史馆修撰，典实有父风。柳璞说“杜征南《春秋后序》记述的岁时日历能得其实，其他史家都差一些”，蔣係深以为然。蔣係与沈传师、鄭澣、李汉、陈夷行、宇文籍、苏景胤等受诏撰写《宪宗实录》，杜元颖、韦处厚、路隋监修。大和四年（830年），《宪宗实录》四十卷书成奏上，转任尚书工部员外郎，升任本司郎中，历任膳部员外郎、工礼兵三部郎中，仍兼史职。
担任右补阙时，禁军富平县人李秀才，诬称乡人砍伐父亲墓柏，将他射杀。法司以专杀论罪。唐文宗因中官所庇，将李秀才免死改为杖配流。蔣係上疏论争，没有被采纳。宰相宋申锡为北军罗织，罪在不测，系与谏官左常侍崔玄亮，给事中李固言，谏议大夫王质，补阙卢钧、舒元褒、罗泰、裴休、窦宗直、韦温，拾遗李群、韦端符、丁居晦、袁都等一十四人，在玉阶之下泣谏，宋申锡于是减死，时人都称道他。开成年间，转任谏议大夫。唐武宗时，宰相李德裕讨厌李汉，以蔣係和李汉都是韩愈的女婿，出为桂管都护御观察使，百姓安于他的治理。又因李汉贬为唐州刺史。
唐宣宗即位，征拜给事中、集贤殿学士、判院事。转吏部侍郎，改尚书左丞。出为山南西道节度使，大中十一年（857年）十月，以山南西道节度使、中散大夫、检校礼部尚书、兴元尹、上柱国、赐紫金鱼袋蔣係权知刑部尚书。十二月，以中散大夫、权知刑部尚书、上柱国、赐紫金鱼袋蒋系检校户部尚书、凤翔尹、御史大夫、凤翔陇右节度观察处置等使。唐懿宗初年，拜兵部尚书，以弟蒋伸为宰相，恳辞朝秩，于是检校尚书左仆射（一作检校尚书右仆射）、襄州刺史、山南东道节度使，封淮阳县开国公，食邑五百户。转任东都留守，去世。其子蒋兆、蒋曙，蒋家都是史官，只有蒋伸、蒋兆有文才，登进士第。

## 子孙
- 蒋兆
  - 蒋承初，字昌遠
- 蒋曙，字耀之
  - 蒋延翰
- 蒋庸，字臺臣